# New York (álbum)
New York es el 15º álbum de Lou Reed, editado en 1989. Este LP fue recibido de muy buena manera como un regreso al estilo de The Velvet Underground. El sonido de rock and roll de este álbum fue inusual para el momento y junto con otros lanzamientos como el álbum de Graham Parker, The Mona Lisa's Sister, presagiaron un regreso de la música rock al mainstream. 
Por otra parte, las letras de las 14 canciones son profusas y entretejidas, haciendo de New York el álbum de Reed más cercano a lo conceptual desde los primeros 1970s. Su polémica nota dirige al oyente a oír los 57 minutos del álbum en una sola escucha, "como si se tratara de un libro o una película."
En 1989 la revista Rolling Stone lo ubicó en el puesto 19 en su lista de los mejores álbumes de los 1980s.
"Dirty Blvd." fue n.º 1 en la recientemente creada por Billboard, lista Modern Rock Tracks durante cuatro semanas.

## Lista de temas
Todos los temas escritos por Lou Reed excepto donde se indique.
1. "Romeo Had Juliette" – 3:09
  - Fred Maher – bajo Fender
2. "Halloween Parade" – 3:33
3. "Dirty Blvd." – 3:29
  - Dion DiMucci – coros
4. "Endless Cycle" – 4:01
  - Mike Rathke – solo de guitarra
5. "There Is No Time" – 3:45
6. "Last Great American Whale" – 3:42
  - Maureen "Moe" Tucker – percusión
7. "Beginning of a Great Adventure" (Reed, Mike Rathke) – 4:57
8. "Busload of Faith" – 4:50
  - Fred Maher – Fender bass
9. "Sick of You" – 3:25
  - Mike Rathke – solo de guitarra
10. "Hold On" – 3:24
11. "Good Evening Mr. Waldheim" – 4:35
12. "Xmas in February" – 2:55
13. "Strawman" – 5:54
14. "Dime Store Mystery" – 5:01
  - Maureen "Mo" Tucker – percusión

## Banda
- Lou Reed – vocales, guitarra, coros
- Mike Rathke – guitarra
- Rob Wasserman – bajo de seis cuerdas
- Fred Maher – batería, bajo Fender
- Maureen Tucker – percusión
- Jeffrey Lesser – coros
- Dion DiMucci – coros